# SPARKLE ~스지가키도오리노스카이블루~
SPARKLE ~줄거리 그대로의 스카이 블루~(일본어: SPARKLE ~筋書き通りのスカイブルー~ SPARKLE ~스지가키도오리노스카이블루~[*])는 GARNET CROW의 두 번째 앨범이다. 2002년 4월 24일 GIZA studio에서 발매되었다.
전곡의 작곡은 나카무라 유리, 작사는 아즈키 나나, 편곡은 후루이 히로히토 (〈Mysterious Eyes ~dry flavor of “G” mix~〉는 Miguel sa Pessoa·후루이 히로히토,〈Timeless Sleep ~Flow-ing surround mix~〉는 Miguel sa Pessoa 편곡) 가 맡았다.
〈꿈 꾼 후에〉의 히트에 힘입어 오리콘 차트에서 GARNET CROW의 앨범 중 가장 높은 순위인 4위를 기록하였다. (베스트 앨범〈Best〉, 다섯 번째 앨범〈THE TWILIGHT VALLEY〉와 순위가 같음)
전작과 같이 보너스 트랙이 존재하며, 소책자는 2가지 형태가 존재한다.

## 수록곡
1. 꿈 꾼 후에
2. call my name
3. Timeless Sleep
4. pray
5. Naked Story
6. Last love song
7. 스카이·블루 (일본어: スカイ・ブルー)
8. wish★
9. Please, forgive me
10. Holy ground
11. Mysterious Eyes ~dry flavor of "G" mix~
12. Timeless Sleep ~Flow-ing surround mix~

## 차트 성적
- 최고순위 4위 (오리콘)